# Richard Hart (regatista)
Richard Hart es un deportista británico que compitió en vela en la clase Finn. Ganó una medalla de bronce en el Campeonato Mundial de Finn de 1965.

## Palmarés internacional
| Campeonato Mundial | Campeonato Mundial | Campeonato Mundial | Campeonato Mundial |
| Año                | Lugar              | Medalla            | Clase              |
| ------------------ | ------------------ | ------------------ | ------------------ |
| 1965               | Gdynia (Polonia)   | Medalla de bronce  | Finn               |